# 有柄马尾杉
有柄马尾杉（学名：Phlegmariurus petiolatus），为石杉科马尾杉属下的一个种。

## 扩展阅读
維基物種上的相關：有柄马尾杉